# Manosidosis
La manosidosis es una enfermedad congénita y hereditaria que se incluye dentro de las glucoproteinosis y las enfermedades por depósito lisosomal. Existen 2 variedades, la alfa-manosidosis y la beta-manosidosis.

## Alfa-manosidosis
Está originada por la deficiencia de la enzima alfa-manosidasa, la cual es necesaria para realizar la degradación de diferentes oligosacáridos y glucoproteínas. Existen 2 formas de la enfermedad, la tipo 1 que es más severa y comienza antes del primer año de edad, y la tipo 2 que es de curso más benigno y de inicio más tardío. El defecto genético se debe a una mutación en un gen situado en el cromosoma 19 humano.

## Beta-manosidosis
Se ha descrito recientemente y los diagnósticos a nivel mundial son muy escasos. Está originada por la deficiencia de la enzima beta-manosidasa,